# Wał kułakowy
Wał kułakowy – w kolejnictwie element zespołu styczników uruchamianych jednym napędem i pracujących według ściśle określonego stałego programu łączeń, służący do sterowania załączaniem lub odłączaniem bloków rezystorów rozruchowych.

## Zastosowanie wału kułakowego w elektrycznych zespołach trakcyjnych Pafawag
W elektrycznych zespołach trakcyjnych produkowanych przez Pafawag stosowano wał kułakowy typu PKG-330-R1. Styczniki tego nastawnika służą do zwierania oporników rozruchowych i oporników bocznikowania w obwodzie głównym zespołu. Wał kułakowy umożliwia rozruch zespołu trakcyjnego. Obrotami wału kułakowego steruje przekaźnik samoczynnego rozruchu.
Po ustawieniu rączki nastawnika jazdy zespołu trakcyjnego na pozycję jazdy z szeregowym połączeniem silników trakcyjnych, jazdy z równoległym połączeniem lub na pozycje bocznikowania, obwód NN przekaźnika samoczynnego rozruchu zostaje zasilony. Wał kontroluje prąd podawany na silniki trakcyjne i po spadku na ustaloną wartość, następuje przesterowanie wału kułakowego na kolejne pozycje, co powoduje odłączanie odpowiednich oporników rozruchowych i przez to zwiększanie prądu trakcyjnego. Zespół trakcyjny rozpędza się.
Dodatkowo, praca przekaźnika samoczynnego rozruchu oraz, co za tym idzie, wału kułakowego, jest uzależniona od przekaźnika regulacji przyspieszenia. Przekaźnik ten jest obsługiwany przez dźwignię nawrotnika w kabinie zespołu. W zależności od ustawienia w pozycję: Naprzód I, lub Naprzód II, wał kułakowy zostaje przesterowany przy mniejszym lub większym spadku prądu. Wpływa to na zmianę przyspieszenia EZT.

### Budowa wału kułakowego w elektrycznych zespołach trakcyjnych
Wał kułakowy składa się z dwóch płyt będących wspornikami, które są ze sobą połączone za pomocą stalowych prętów. W płytach tych ułożyskowany jest wał o przekroju kwadratowym lub sześciokątnym.
Na wale umieszczone są niesymetryczne izolowane krzywki o różnych średnicach. Na dwóch wspornikach umieszczonych równolegle do wału kułakowego znajdują się listwy, na których umieszczone są styki. Jedna listwa utrzymuje styki stałe, a druga dźwignie z rolką, która toczy się po krzywce wału.
Dźwignia ta na końcu posiada styk ruchomy. Na wale umieszczonych jest tyle krzywek ile wymaga obwód rozrządu. W czasie, gdy wał się obraca rolka stycznika wpada w pewnym momencie w wycięcie krzywki. Wówczas styki dotychczas zwarte zostają rozwarte, w tym samym czasie rolka innego stycznika zostaje wypchnięta na zewnątrz poprzez obrót rolki. Styki innego stycznika zostają zwarte.
W innych rozwiązaniach zwieranie styków następuje wówczas, gdy rolka wpadnie w wycięcie krzywki. Wały kułakowe są mechanicznie zaprogramowane, to znaczy, że w czasie obrotu wału poszczególne styczniki są zamykane według odpowiedniej kolejności dzięki kształtom krzywek.
Niektóre ze styków podczas pracy przerywać mogą większe prądy robocze i właśnie te wyposaża się w komory gaszeniowe z cewkami wydmuchowymi.